# Hulda (1937)
„Hulda” – motorówka należąca do Royal Australian Navy (RAN) w okresie II wojny światowej. W służbie RAN „Hulda” zatonęła dwukrotnie, ostatecznie w 1943 pod Buna w Papui-Nowej Gwinei.

## Historia
Motorówka „Hulda” została zbudowana w firmie Walker & Kelshaw w Sydney w 1937, miała 11,6 m długości i 2,9 m szerokości, jej napęd stanowił 4-cylindrowy silnik Stirling Dolphin o mocy 100 KM z pojedynczą śrubą. Jej pierwszym właścicielem był C.E.F. Hughes.
2 lub 3 sierpnia 1942 „Hulda” została zarekwirowana przez RAN i przydzielona w roli jednostki transportowej (tender) do bazy HMAS „Assault” w Port Stephens. Miesiąc później „Hulda” także w roli jednostki transportowej została przeniesiona do Papui-Nowej Gwinei. „Hulda” zatonęła w wyniku pożaru 12 września 1942, ale 21 maja 1943 została podniesiona z dna i wyremontowana. 22 września „Hulda” została ostrzelana przez japoński samolot w okolicach Buna i ponownie zatonęła.